# إستيس بارك (كولورادو)
إستيس بارك (بالإنجليزية: Estes Park, Colorado)‏ هي بلدة تقع في مقاطعة لاريمير، كولورادو بولاية كولورادو في الولايات المتحدة. تأسست عام 1859، تبلغ مساحتها 15.2 (كم²)، وترتفع عن سطح البحر 2293 م، بلغ عدد سكانها 5858 نسمة في عام 2010 حسب إحصاء مكتب تعداد الولايات المتحدة وتصل الكثافة السكانية فيها 359.1 نسمة/كم2.

## أعلام
- س. فيرنون كول
- تومي كالدويل
- هوراشيو فيتش

## وصلات خارجية
- estes.org
- The US50 - Cities and Towns in Colorado State
- Colorado Cities and Towns, Facts, Map, Flag, Colleges, Government, and More